# Cyphastrea
Genre
Cyphastrea est un genre de coraux scléractiniaires de la famille des Merulinidae (anciennement des Faviidae).

## Liste des espèces
Selon World Register of Marine Species (18 novembre 2014) :
- Cyphastrea agassizi Vaughan, 1907
- Cyphastrea chalcidicum Forskål, 1775
- Cyphastrea decadia Moll & Best, 1984
- Cyphastrea emiliae Claereboudt, 2006
- Cyphastrea hexasepta Veron, Turak & DeVantier, 2000
- Cyphastrea japonica Yabe & Sugiyama, 1932
- Cyphastrea microphthalma Lamarck, 1816
- Cyphastrea ocellina Dana, 1846
- Cyphastrea serailia Forskål, 1775